# Besuris
Besuris (em latim: Baesuris) ou Esuris (em latim: Esuri) é o nome romano da atual cidade de Castro Marim. A cidade foi um importante porto comercial na qual chegavam produtos do Mediterrâneo que depois eram comercializados pelo restante território, numa dinâmica que se manteve durante a ocupação romana.
Escavações na colina do Castelo de Castro Marim revelaram vários artefactos da época de Besuris que estão em exposição no Núcleo Museológico do Castelo.